# Шигаева, Майя Хажетдиновна
Майя Хажетдиновна Шигаева (21 января 1927, Астрахань, РСФСР, СССР — 20 февраля 2017, Алма-Ата, Казахстан) — советский и казахстанский учёный, микробиолог, доктор биологических наук (1970) профессор (1977), академик НАН РК (2003). Заслуженный деятель науки Казахской ССР (1977).

## Биография
Родилась 21 января 1927 года в г. Астрахани.
- 1944 г — окончила Актюбинскую среднюю школу.
- 1944—1949 гг. студентка лечебного факультета Казахского государственного медицинского института.
- 1949—1952 гг. аспирант сектора микробиологии АН КазССР.

## Трудовая деятельность
- 1949—1952 гг. аспирант АН КазССР
- 1952—1956 гг. старший лаборант, младший научный сотрудник.
- 1956—1962 гг. ученый секретарь института микробиологии и вирусологии НА КазССР.
- 1957—1959 гг. депутат районного совета.
- 1960—1963 гг. старший научный сотрудник лаборатории «Изменчивость микроорганизмов».
- 1963—1972 гг. заместитель директора института микробиологии и вирусологии НА КазССР и заведующая лабораторией «Генетика микроорганизмов и селекция»
- 1972—2000 гг. заведующая кафедрой микробиологии КазГУ им. С. М. Кирова (ныне КазНУ им. Аль-Фараби)
- 1975—1985 гг. декан биологического факультета КазГУ им. С. М. Кирова.
- С 2000 г. — профессор кафедры микробиологии биологического факультета КазНУ им. Аль-Фараби

## Научная деятельность
- Руководитель и научный консультант трёх научных проектов, выполняемых по программе ЦБИ МОН РК:
- 1. «Оценка физиолого-биохимического статуса и биоремедиационной активности организмов активного ила и почв для разработки эффективных систем очистки сточных вод и нарушенных экосистем».
- 2. «Создание микробных экспресс — методов оценки интегральной токсичности нефтезагрязненных почв и специфической ремедиирующей способности различных штаммов микроорганизмов»
- 3. «Разработать методические основы селекции перспективных микроорганизмов-деструкторов индивидуальных полициклических ароматических углеводородов».

## Научные труды
- Опубликовано свыше 350 работ. Подготовила 42 кандидата и 10 докторов наук.

## Учёная степень и учёные звания
- доктор биологических наук (1970)
- профессор (1977)
- академик НАН РК (с 2003)

## Награды
- 1960 — Почетная грамота Верховного Совета Казахской ССР
- 1977 — присвоено звание «Заслуженный деятель науки Казахской ССР»
- 1986 — Почетный диплом о занесении в «Золотую книгу Республики Казахстан»
- 1995 — получила государственную стипендию фонда Президента Республики Казахстан
- 1997 — награждена знаком Министерства образования и науки РК «Отличник образования РК»
- 2000 — Американский Институт Биографий присудил титул «Женщина 2000 года»
- 2009 — награждена особым знаком «Большая Золотая Медаль» за выдающиеся успехи в области науки и образования Республики Казахстан КазНУ им. Аль-Фараби.
- Ордена
- 1981 — Орден Дружбы народов
- 1996 — Орден Парасат[1]
- Медали
- 1970 — Медаль «В ознаменование 100-летия со дня рождения Владимира Ильича Ленина»
- 1989 — Медаль «Ветеран труда»
- 2001 — Медаль «10 лет независимости Республики Казахстан»
- 2008 — Медаль «10 лет Астане»